# Dianthus monspessulanus
Dianthus monspessulanus är en nejlikväxtart. Dianthus monspessulanus ingår i släktet nejlikor, och familjen nejlikväxter.
Blomman är skär eller vit.

## Underarter
Arten delas in i följande underarter:
- D. m. marsicus
- D. m. monspessulanus

## Bildgalleri

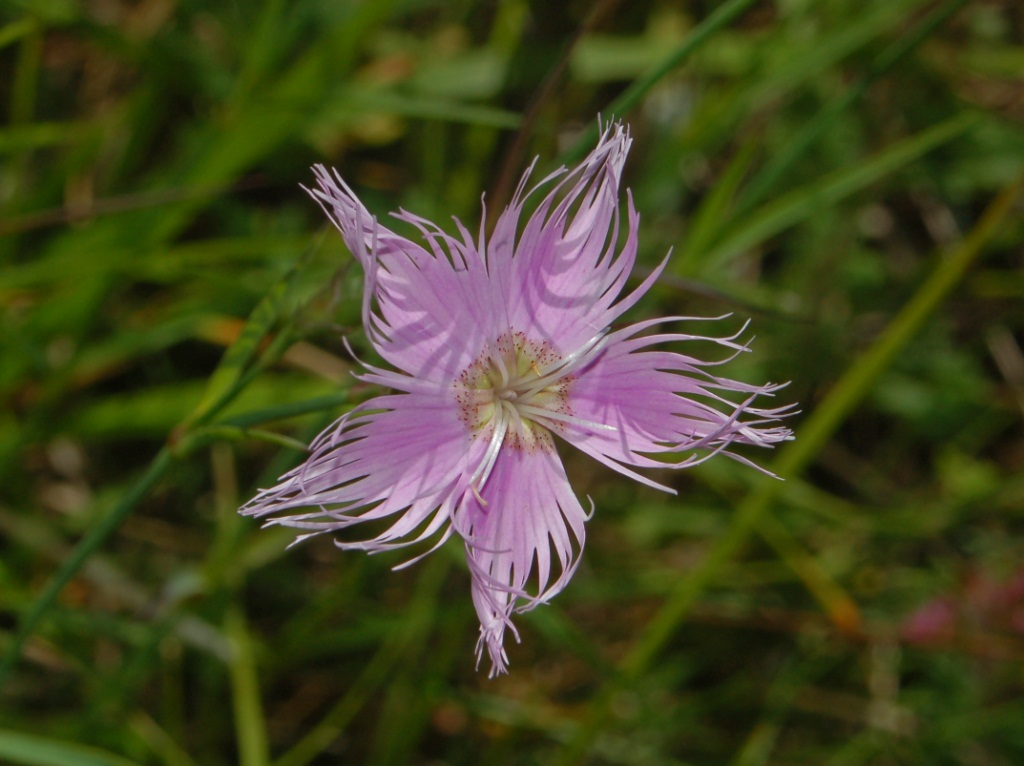
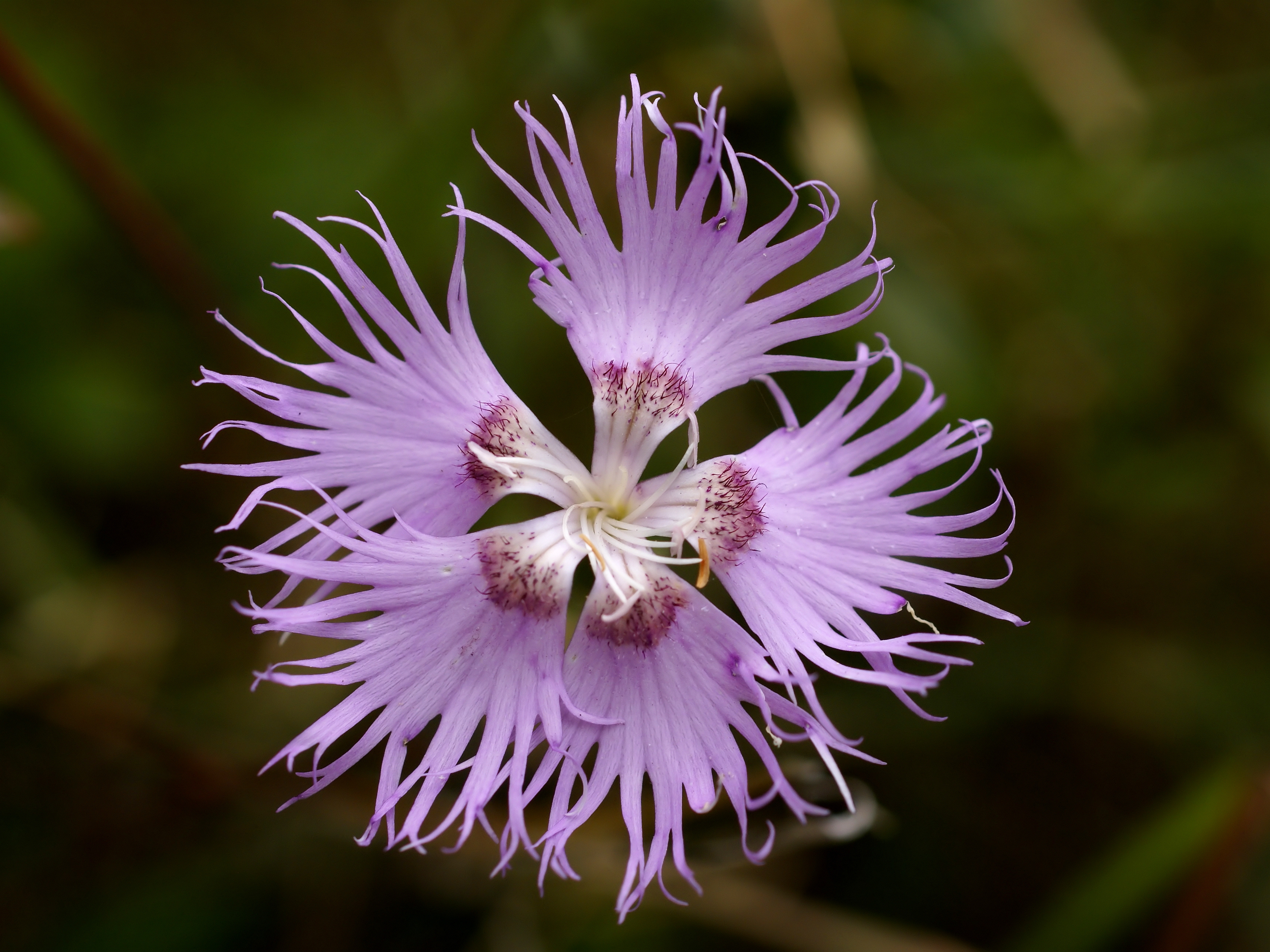
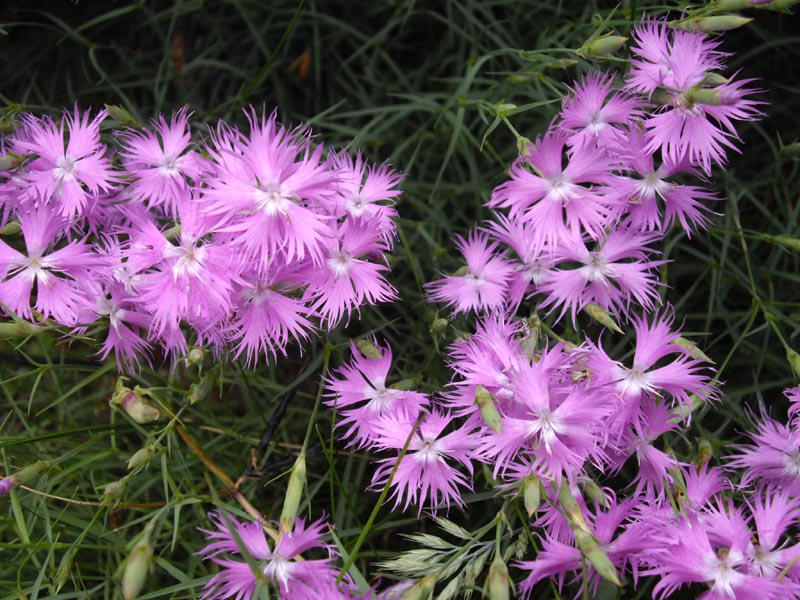
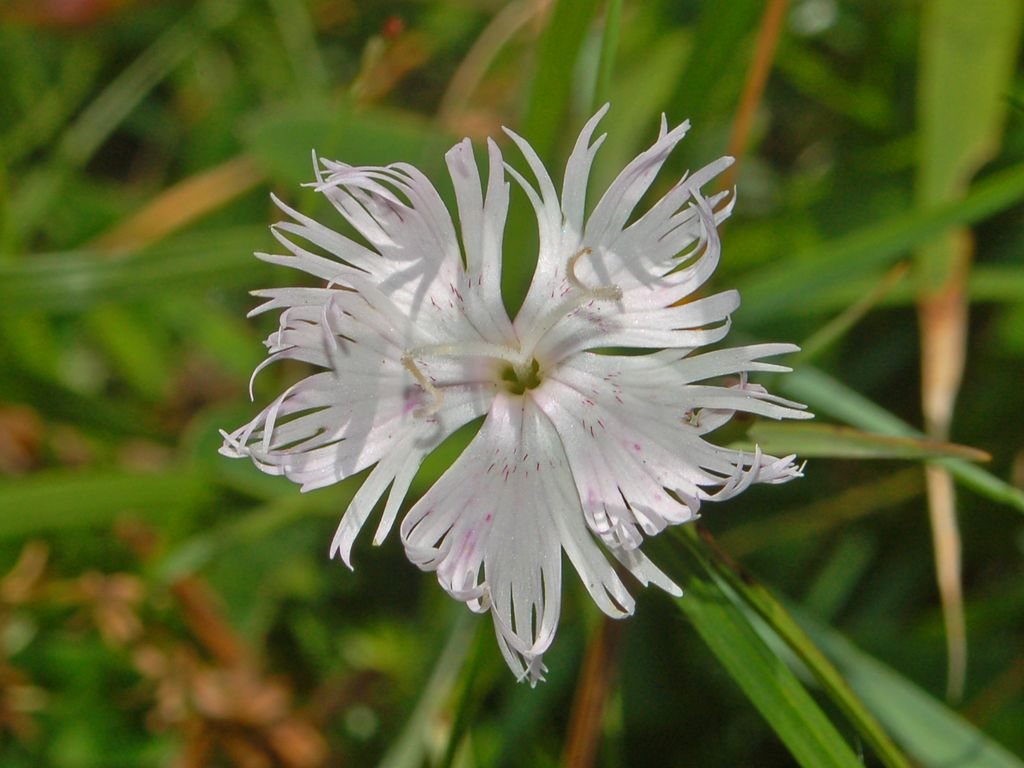
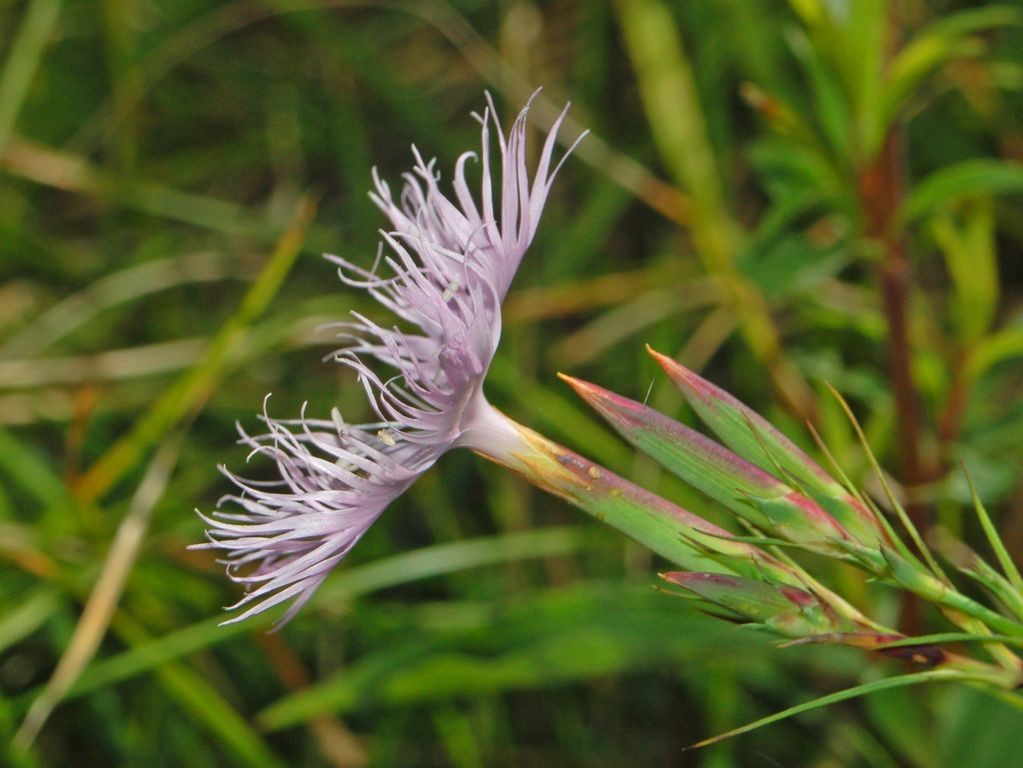
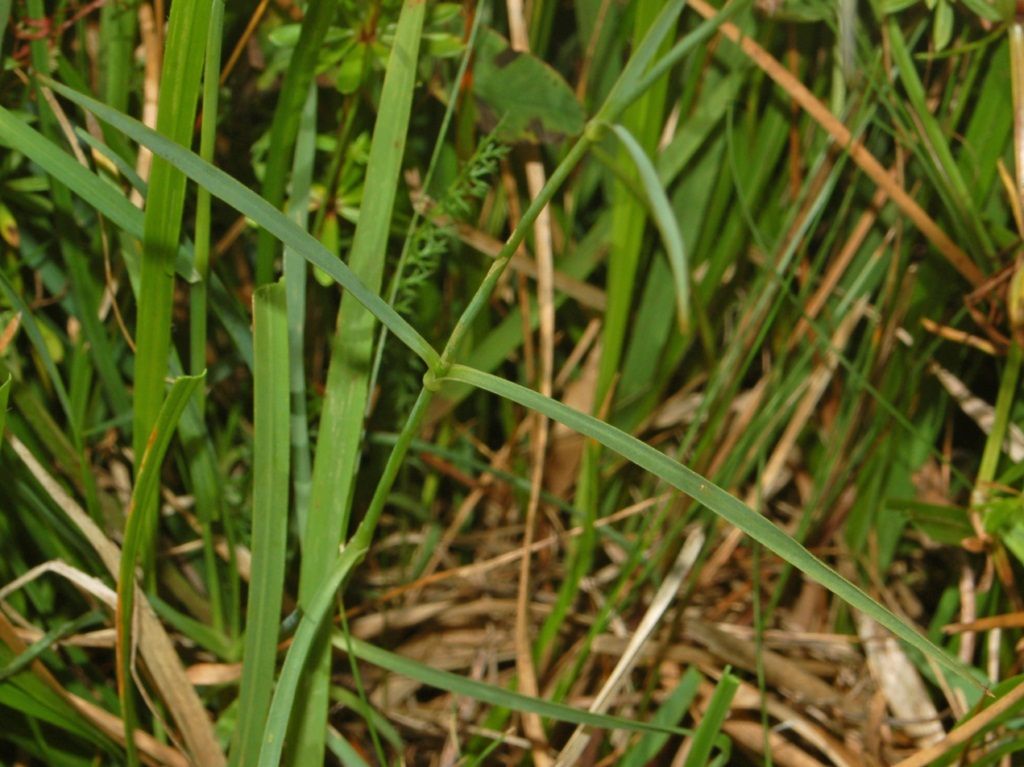